# Temalacatl

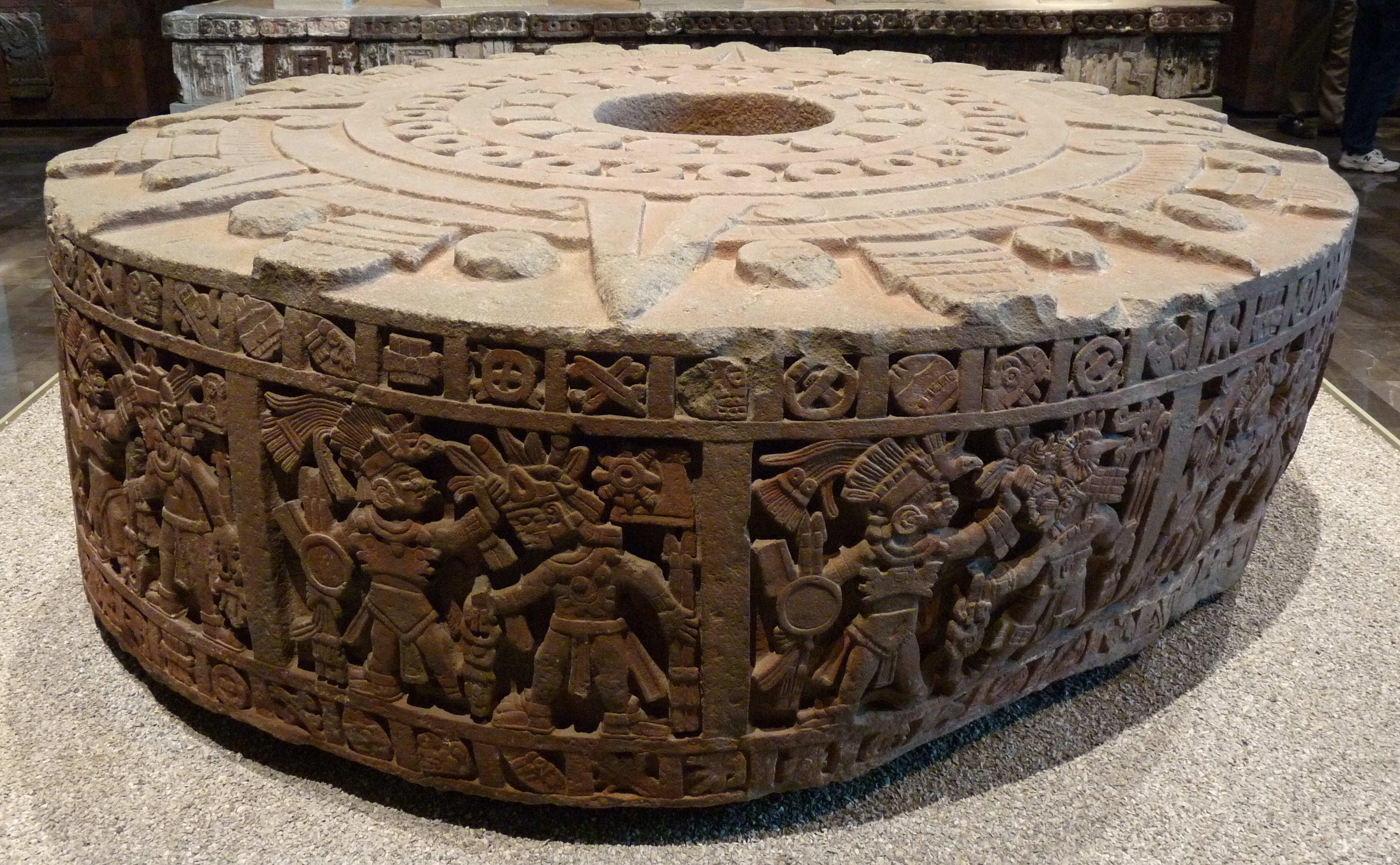
La pierre de Moctezuma a été identifiée par certains spécialistes comme un temalacatl(salle mexica du Musée national d'anthropologie de Mexico).

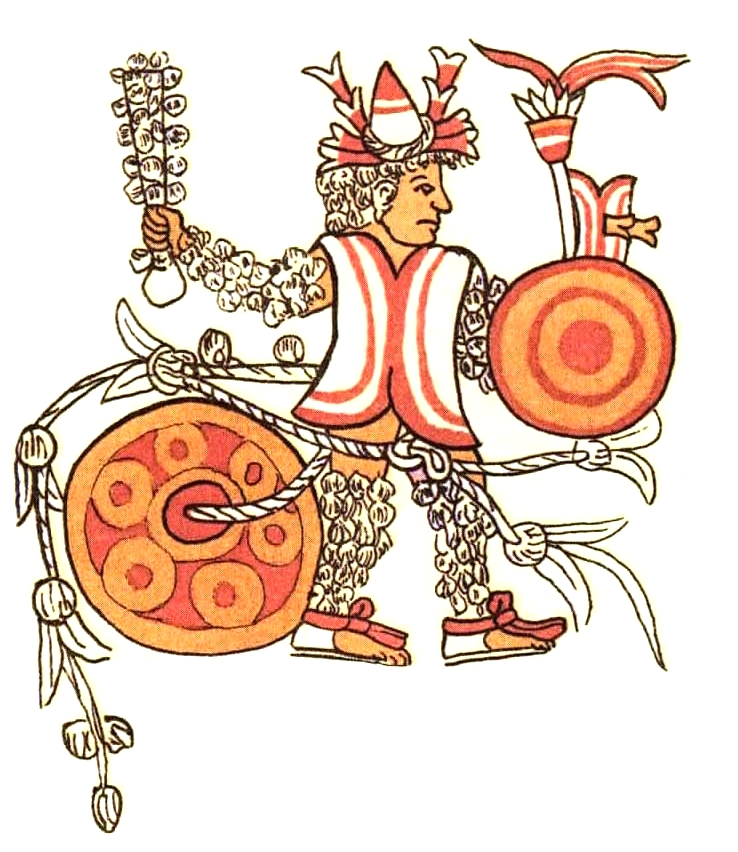
Représentation de la victime d'un sacrifice gladiatorial, attachée par une corde blanche à un temalacatl (Codex Magliabechiano).

Un temalacatl (mot nahuatl signifiant « roue de pierre ») était une sorte d'autel circulaire en pierre utilisé en Mésoamérique pour y sacrifier les victimes du rituel martial appelé sacrifice gladiatorial. Ils étaient pourvus d'un trou en leur centre par lequel était passée la corde blanche qui servait à attacher la victime du sacrifice.
Les monolithes qui ont été identifiés comme des temalacatl par les archéologues, comme la pierre de Tizoc ou la pierre de Moctezuma, sont ornés de nombreux motifs sculptés.